# Nuoto ai XVII Giochi paralimpici estivi
Le gare di nuoto ai XVII Giochi paralimpici estivi si sono svolte dal 29 agosto al 7 settembre 2024 alla Paris La Défense Arena. È stata la disciplina che ha assegnato il maggior numero di medaglie dopo l'atletica leggera, distribuite in 141 eventi.

## Formato
Tutte le competizioni erano divise in quindici classi secondo lo schema seguente:
- le classi da 1 a 10 comprendevano atleti con disabilità fisiche o motorie;
- le classi da 11 a 13 includevano atleti con disabilità visive;
- la classe 14 era riservata ad atleti con disabilità mentali.

A disabilità più impattanti corrisponderà un numero di classe inferiore.
Ogni classe era distinta da un prefisso basato sullo stile di nuoto: "S" per stile libero, dorso e farfalla, "SB" per rana e "SM" per misti.
Le gare hanno richiesto degli adattamenti per venire incontro agli atleti: la posizione di partenza poteva avvenire da seduti, direttamente in acqua o con l'ausilio di un professionista. Gli atleti con disabilità visive sono stati aiutati da un assistente che ha toccato la testa dell'atleta con un dispositivo per indicargli l'avvicinamento a bordo vasca.

## Calendario
Le fasi di ogni competizione (batterie e finali) sono state disputate nella stessa giornata.
| Nuoto ai XVII Giochi paralimpici estivi | Nuoto ai XVII Giochi paralimpici estivi | Nuoto ai XVII Giochi paralimpici estivi | Nuoto ai XVII Giochi paralimpici estivi | Nuoto ai XVII Giochi paralimpici estivi | Nuoto ai XVII Giochi paralimpici estivi | Nuoto ai XVII Giochi paralimpici estivi | Nuoto ai XVII Giochi paralimpici estivi | Nuoto ai XVII Giochi paralimpici estivi | Nuoto ai XVII Giochi paralimpici estivi | Nuoto ai XVII Giochi paralimpici estivi | Nuoto ai XVII Giochi paralimpici estivi |
| Evento                                  | Evento                                  | Data                                    | Data                                    | Data                                    | Data                                    | Data                                    | Data                                    | Data                                    | Data                                    | Data                                    | Data                                    |
| Evento                                  | Evento                                  | Gio 29                                  | Ven 30                                  | Sab 31                                  | Dom 1                                   | Lun 2                                   | Mar 3                                   | Mer 4                                   | Gio 5                                   | Ven 6                                   | Sab 7                                   |
| --------------------------------------- | --------------------------------------- | --------------------------------------- | --------------------------------------- | --------------------------------------- | --------------------------------------- | --------------------------------------- | --------------------------------------- | --------------------------------------- | --------------------------------------- | --------------------------------------- | --------------------------------------- |
| 50 m stile libero                       | Uomini Dettagli                         | S10                                     |                                         | S11                                     |                                         | S9 S13                                  |                                         | S7                                      | S5                                      | S3 S4                                   |                                         |
| 50 m stile libero                       | Donne Dettagli                          | S6 S10                                  |                                         | S11                                     |                                         | S13                                     |                                         |                                         | S8                                      | S4                                      |                                         |
| 100 m stile libero                      | Uomini Dettagli                         |                                         | S4 S5                                   |                                         | S10                                     |                                         |                                         | S12                                     | S6                                      | S8                                      |                                         |
| 100 m stile libero                      | Donne Dettagli                          |                                         | S5                                      |                                         | S10                                     |                                         | S3                                      | S7 S9 S12                               |                                         |                                         | S11                                     |
| 200 m stile libero                      | Uomini Dettagli                         | S5                                      |                                         | S14                                     |                                         | S2                                      | S4                                      |                                         |                                         |                                         | S3                                      |
| 200 m stile libero                      | Donne Dettagli                          | S5                                      |                                         | S14                                     |                                         |                                         |                                         |                                         |                                         |                                         |                                         |
| 400 m stile libero                      | Uomini Dettagli                         | S9                                      | S11                                     | S13                                     |                                         | S7                                      |                                         | S8                                      |                                         | S6                                      |                                         |
| 400 m stile libero                      | Donne Dettagli                          | S9                                      | S11                                     | S13                                     |                                         | S7                                      |                                         | S8                                      | S10                                     | S6                                      |                                         |
| 50 m dorso                              | Uomini Dettagli                         |                                         |                                         | S1 S2                                   |                                         | S3                                      | S5                                      |                                         |                                         |                                         | S4                                      |
| 50 m dorso                              | Donne Dettagli                          |                                         |                                         | S2                                      |                                         | S3                                      | S5                                      |                                         |                                         |                                         | S4                                      |
| 100 m dorso                             | Uomini Dettagli                         | S1 S2                                   | S13                                     | S8 S12                                  | S11                                     |                                         | S7 S9                                   |                                         |                                         | S10 S14                                 | S6                                      |
| 100 m dorso                             | Donne Dettagli                          | S2                                      | S13                                     | S8 S12                                  | S11                                     |                                         | S9                                      |                                         |                                         | S10 S14                                 | S6                                      |
| 50 m rana                               | Uomini Dettagli                         | SB3                                     |                                         |                                         |                                         |                                         |                                         | SB2                                     |                                         |                                         |                                         |
| 50 m rana                               | Donne Dettagli                          |                                         |                                         |                                         |                                         |                                         |                                         | SB3                                     |                                         |                                         |                                         |
| 100 m rana                              | Uomini Dettagli                         |                                         | SB8 SB9                                 |                                         | SB5 SB6                                 | SB4 SB14                                |                                         |                                         | SB11 SB13                               |                                         |                                         |
| 100 m rana                              | Donne Dettagli                          |                                         | SB8 SB9                                 |                                         | SB5 SB6                                 | SB4 SB14                                |                                         |                                         | SB7 SB11 SB12 SB13                      |                                         |                                         |
| 50 m farfalla                           | Uomini Dettagli                         |                                         |                                         |                                         |                                         |                                         | S6                                      |                                         |                                         | S5                                      | S7                                      |
| 50 m farfalla                           | Donne Dettagli                          |                                         |                                         |                                         |                                         |                                         | S6                                      |                                         |                                         | S5                                      | S7                                      |
| 100 m farfalla                          | Uomini Dettagli                         | S13 S14                                 |                                         |                                         |                                         |                                         | S10                                     |                                         |                                         | S9 S11                                  | S8 S12                                  |
| 100 m farfalla                          | Donne Dettagli                          | S13 S14                                 |                                         |                                         |                                         |                                         | S10                                     |                                         |                                         | S9                                      | S8                                      |
| 150 m misti                             | Uomini Dettagli                         |                                         |                                         |                                         | SM3 SM4                                 |                                         |                                         |                                         |                                         |                                         |                                         |
| 150 m misti                             | Donne Dettagli                          |                                         |                                         |                                         | SM4                                     |                                         |                                         |                                         |                                         |                                         |                                         |
| 200 m misti                             | Uomini Dettagli                         |                                         | SM6                                     | SM7                                     | SM8                                     |                                         | SM11 SM13                               | SM14                                    | SM9                                     |                                         | SM10                                    |
| 200 m misti                             | Donne Dettagli                          |                                         | SM6                                     | SM7                                     | SM8                                     |                                         | SM11 SM13                               | SM14                                    | SM9                                     |                                         | SM5 SM10                                |
| Staffette 4x50 m Dettagli               | Staffette 4x50 m Dettagli               |                                         | stile libero 20 punti                   |                                         |                                         |                                         |                                         |                                         | misti 20 punti                          |                                         |                                         |
| Staffette 4x100 m Dettagli              | Staffette 4x100 m Dettagli              |                                         |                                         |                                         | stile libero S14                        | misti 34 punti                          |                                         | stile libero 49 punti                   |                                         |                                         | stile libero 34 punti                   |

|  | Finali per medaglia doro |

## Podi

### Uomini

#### Stile libero
| Evento | Classe | Oro                 | Argento                                | Bronzo                           |
| ------ | ------ | ------------------- | -------------------------------------- | -------------------------------- |
| 50 m   | S3     | Umut Ünlü           | Denys Ostapchenko                      | Josia Topf                       |
| 50 m   | S4     | Sebastian Massabie  | Takayuki Suzuki                        | Ami Omer Dadaon                  |
| 50 m   | S5     | Guo Jincheng        | Yuan Weiyi                             | Wang Lichao                      |
| 50 m   | S7     | Andrii Trusov       | Carlos Serrano Zárate                  | Egor Efrosinin                   |
| 50 m   | S9     | Simone Barlaam      | Denis Tarasoc                          | Fredrik Solberg                  |
| 50 m   | S10    | Thomas Gallagher    | Phelipe Rodrigues                      | Rowan Crothers                   |
| 50 m   | S11    | Keiichi Kimura      | Hua Dongdong Wendell Belarmino Pereira | Non assegnata                    |
| 50 m   | S13    | Ihar Bokij          | Illia Yaremenko                        | Oleksii Virchenko                |
| 100 m  | S4     | Ami Omer Dadaon     | Takayuki Suzuki                        | Angel de Jesus Camacho Ramirez   |
| 100 m  | S5     | Oleksandr Komarov   | Guo Jincheng                           | Kirill Pulver                    |
| 100 m  | S6     | Antonio Fantin      | Talisson Glock                         | Laurent Chardard                 |
| 100 m  | S8     | Callum Simpson      | Noah Jaffe                             | Alberto Amodeo                   |
| 100 m  | S10    | Stefano Raimondi    | Rowan Crothers                         | Thomas Gallagher                 |
| 100 m  | S12    | Iaroslav Denisenko  | Maksym Veraska                         | Raman Salei                      |
| 200 m  | S2     | Gabriel Araùjo      | Vladimir Danilenko                     | Alberto Abarza                   |
| 200 m  | S3     | Umut Ünlü           | Denys Ostapchenko                      | Serhii Palamarchuk               |
| 200 m  | S4     | Ami Omer Dadaon     | Roman Zhdanov                          | Takayuki Suzuki                  |
| 200 m  | S5     | Francesco Bocciardo | Kirill Pulver                          | Oleksandr Komarov                |
| 200 m  | S14    | William Ellard      | Nicholas Bennett                       | Jack Ireland                     |
| 400 m  | S6     | Talisson Glock      | Antonio Fantin                         | Jesús Alberto Gutiérrez Bermúdez |
| 400 m  | S7     | Federico Bicelli    | Andrii Trusov                          | Iñaki Basiloff                   |
| 400 m  | S8     | Alberto Amodeo      | Reid Maxwell                           | Andrei Nikolaev                  |
| 400 m  | S9     | Ugo Didier          | Simone Barlaam                         | Brenden Hall                     |
| 400 m  | S11    | David Kratochvil    | Rogier Dorsman                         | Uchu Tomita                      |
| 400 m  | S13    | Ihar Bokij          | Alex Portal                            | Kylian Portal                    |

#### Dorso
| Evento | Classe | Oro                  | Argento                        | Bronzo             |
| ------ | ------ | -------------------- | ------------------------------ | ------------------ |
| 50 m   | S1     | Kamil Otowski        | Francesco Bettella             | Anton Kol          |
| 50 m   | S2     | Gabriel Araújo       | Vladimir Danilenko             | Alberto Abarza     |
| 50 m   | S3     | Denys Ostapchenko    | Josia Topf                     | Serhii Palamarchuk |
| 50 m   | S4     | Roman Zhdanov        | Angel de Jesus Camacho Ramirez | Arnošt Petráček    |
| 50 m   | S5     | Yuan Weiyi           | Guo Jincheng                   | Wang Lichao        |
| 100 m  | S1     | Kamil Otowski        | Anton Kol                      | Francesco Bettella |
| 100 m  | S2     | Gabriel Araújo       | Vladimir Danilenko             | Alberto Abarza     |
| 100 m  | S6     | Yang Hong            | Wang Jingang                   | Dino Sinovčić      |
| 100 m  | S7     | Yurii Shenhur        | Andrii Trusov                  | Federico Bicelli   |
| 100 m  | S8     | Iñigo Llopis Sanz    | Kota Kubota                    | Mark Malyar        |
| 100 m  | S9     | Yahor Shchalkanau    | Ugo Didier                     | Bogdan Mozgovoi    |
| 100 m  | S10    | Olivier van de Voort | Stefano Raimondi               | Thomas Gallagher   |
| 100 m  | S11    | Mykhailo Serbin      | David Kratochvil               | Danylo Chufarov    |
| 100 m  | S12    | Stephen Clegg        | Raman Salei                    | Iaroslav Denysenko |
| 100 m  | S13    | Ihar Bokij           | Vladimir Sotnikov              | Alex Portal        |
| 100 m  | S14    | Benjamin Hance       | Gabriel Bandeira               | Mark Tompsett      |

#### Rana
| Evento | Classe | Oro               | Argento              | Bronzo                |
| ------ | ------ | ----------------- | -------------------- | --------------------- |
| 50 m   | SB2    | José Castorena    | Ismail Barlov        | Grant Patterson       |
| 50 m   | SB3    | Takayuki Suzuki   | Efrem Morelli        | Miguel Luque          |
| 100 m  | SB4    | Dmitrii Cherniaev | Antonios Tsapatakis  | Manuel Bortuzzo       |
| 100 m  | SB5    | Leo McCrea        | Antoni Ponce         | Danylo Semenykhin     |
| 100 m  | SB6    | Yang Hong         | Nelson Crispin Corzo | Ievgenii Bogodaiko    |
| 100 m  | SB8    | Andrei Kalina     | Yang Guanglong       | Carlos Serrano Zárate |
| 100 m  | SB9    | Stefano Raimondi  | Hector Denayer       | Maurice Wetekam       |
| 100 m  | SB11   | Rogier Dorsman    | Yang Bozun           | Danylo Chufarov       |
| 100 m  | SB13   | Taliso Engel      | Nurdaulet Zhumagali  | Vali Israfilov        |
| 100 m  | SB14   | Nicholas Bennett  | Jack Michel          | Naohide Yamaguchi     |

#### Farfalla
| Evento | Classe | Oro                 | Argento               | Bronzo                       |
| ------ | ------ | ------------------- | --------------------- | ---------------------------- |
| 50 m   | S5     | Guo Jincheng        | Yuan Weiyi            | Wang Lichao                  |
| 50 m   | S6     | Wang Jingang        | Nelson Crispin Corzo  | Laurent Chardard             |
| 50 m   | S7     | Andrii Trusov       | Carlos Serrano Zárate | Egor Efrosinin               |
| 100 m  | S8     | Alberto Amodeo      | Wu Hongliang          | Yang Guanglong               |
| 100 m  | S9     | Simone Barlaam      | Timothy Hodge         | Lewis Bishop                 |
| 100 m  | S10    | Stefano Raimondi    | Ihor Nimchenko        | Alex Saffy                   |
| 100 m  | S11    | Keiichi Kimura      | Danylo Chufarov       | Uchu Tomita                  |
| 100 m  | S12    | Stephen Clegg       | Dzmitry Salei         | Raman Salei                  |
| 100 m  | S13    | Ihar Bokij          | Alex Portal           | Enrique Josè Alhambra Mollar |
| 100 m  | S14    | Alexander Hillhouse | William Ellard        | Gabriel Bandeira             |

#### Misti
| Evento | Classe | Oro              | Argento              | Bronzo                         |
| ------ | ------ | ---------------- | -------------------- | ------------------------------ |
| 150 m  | SM3    | Josia Topf       | Ahmed Kelly          | Grant Patterson                |
| 150 m  | SM4    | Roman Zhdanov    | Ami Omer Dadaon      | Angel de Jesus Camacho Ramirez |
| 200 m  | SM6    | Yang Hong        | Nelson Crispin Corzo | Talisson Glock                 |
| 200 m  | SM7    | Iñaki Basiloff   | Andrii Trusov        | Ievgenii Bogodaiko             |
| 200 m  | SM8    | Xu Haijiao       | Yang Guanglong       | Diogo Cancela                  |
| 200 m  | SM9    | Timothy Hodge    | Ugo Didier           | Hector Denayer                 |
| 200 m  | SM10   | Stefano Raimondi | Col Pearse           | Ihor Nimchenko                 |
| 200 m  | SM11   | Rogier Dorsman   | Danylo Chufarov      | David Kratochvil               |
| 200 m  | SM13   | Ihar Bokij       | Alex Portal          | Vladimir Sotnikov              |
| 200 m  | SM14   | Nicholas Bennett | Rhys Darbey          | Ricky Betar                    |

### Donne

#### Stile libero
| Evento | Classe | Oro                           | Argento                    | Bronzo                  |
| ------ | ------ | ----------------------------- | -------------------------- | ----------------------- |
| 50 m   | S4     | Leanne Smith                  | Tanja Scholz               | Rachael Watson          |
| 50 m   | S6     | Jiang Yuyan                   | Elizabeth Marks            | Anna Hontar             |
| 50 m   | S8     | Alice Tai                     | Cecília Jerônimo de Araújo | Viktoriia Ishchiulova   |
| 50 m   | S10    | Chen Yi                       | Christie Raleigh Crossley  | Aurélie Rivard          |
| 50 m   | S11    | Ma Jia                        | Karolina Pelendritou       | Maryna Piddubna         |
| 50 m   | S13    | Maria Carolina Gomes Santiago | Gia Pergolini              | Carlotta Gilli          |
| 100 m  | S3     | Leanne Smith                  | Marta Fernández Infante    | Rachael Watson          |
| 100 m  | S5     | Tully Kearney                 | Iryna Poida                | Monica Boggioni         |
| 100 m  | S7     | Jiang Yuyan                   | Morgan Stickney            | Giulia Terzi            |
| 100 m  | S9     | Alexa Leary                   | Christie Raleigh Crossley  | Mariana Ribeiro         |
| 100 m  | S10    | Emeline Pierre                | Aurélie Rivard             | Alessia Scortechini     |
| 100 m  | S11    | Daria Lukianenko              | Liesette Bruinsma          | Zhang Xiaotong          |
| 100 m  | S12    | Maria Carolina Gomes Santiago | Anna Stetsenko             | Ayano Tsujiuchi         |
| 200 m  | S5     | Tully Kearney                 | Iryna Poida                | Monica Boggioni         |
| 200 m  | S14    | Valeriia Shabalina            | Poppy Maskill              | Louise Fiddes           |
| 400 m  | S6     | Jiang Yuyan                   | Nora Meister               | Maisie Summers-Newton   |
| 400 m  | S7     | Morgan Stickney               | McKenzie Coan              | Giulia Terzi            |
| 400 m  | S8     | Jessica Long                  | Alice Tai                  | Xenia Francesca Palazzo |
| 400 m  | S9     | Zsófia Konkoly                | Lakeisha Patterson         | Vittoria Bianco         |
| 400 m  | S10    | Aurélie Rivard                | Alexandra Truwit           | Bianka Pap              |
| 400 m  | S11    | Liesette Bruinsma             | Zhang Xiaotong             | Daria Lukianenko        |
| 400 m  | S13    | Olivia Chambers               | Carlotta Gilli             | Anna Stetsenko          |

#### Dorso
| Evento | Classe | Oro                           | Argento               | Bronzo                  |
| ------ | ------ | ----------------------------- | --------------------- | ----------------------- |
| 50 m   | S2     | Yip Pin Xiu                   | Haideé Aceves         | Teresa Perales          |
| 50 m   | S3     | Ellie Challis                 | Zoya Shchurova        | Marta Fernández Infante |
| 50 m   | S4     | Alexandra Stamatopoulou       | Gina Böttcher         | Lidia Vieira Da Cruz    |
| 50 m   | S5     | Lu Dong                       | He Shenggao           | Liu Yu                  |
| 100 m  | S2     | Yip Pin Xiu                   | Haideé Aceves         | Angela Procida          |
| 100 m  | S6     | Jiang Yuyan                   | Elizabeth Marks       | Shelby Newkirk          |
| 100 m  | S8     | Alice Tai                     | Viktoriia Ishchiulova | Mira Jeanne Maack       |
| 100 m  | S9     | Christie Raleigh Crossley     | Núria Marquès Soto    | Mariana Ribeiro         |
| 100 m  | S10    | Bianka Pap                    | Alexandra Truwit      | Emeline Pierre          |
| 100 m  | S11    | Cai Liwen                     | Li Guizhi             | Daria Lukianenko        |
| 100 m  | S12    | Maria Carolina Gomes Santiago | Anna Stetsenko        | Maria Delgado Nadal     |
| 100 m  | S13    | Gia Pergolini                 | Róisín Ní Ríain       | Carlotta Gilli          |
| 100 m  | S14    | Poppy Maskill                 | Valeriia Shabalina    | Olivia Newman-Baronius  |

#### Rana
| Evento | Classe | Oro                   | Argento                       | Bronzo                  |
| ------ | ------ | --------------------- | ----------------------------- | ----------------------- |
| 50 m   | SB3    | Monica Boggioni       | Patrícia Pereira dos Santos   | Marta Fernández Infante |
| 100 m  | SB4    | Giulia Ghiretti       | Fanni Illés                   | Cheng Jiao              |
| 100 m  | SB5    | Grace Harvey          | Zhang Li                      | Anna Hontar             |
| 100 m  | SB6    | Maisie Summers-Newton | Liu Daomin                    | Cheuk Yan Ng            |
| 100 m  | SB7    | Mariia Pavlova        | Iona Winnifrith               | Tess Routliffe          |
| 100 m  | SB8    | Anastasiya Dmytriv    | Brock Whiston                 | Viktoriia Ishchiulova   |
| 100 m  | SB9    | Chantalle Zijderveld  | Zhang Meng                    | Lisa Kruger             |
| 100 m  | SB11   | Daria Lukianenko      | Ma Jia                        | Karolina Pelendritou    |
| 100 m  | SB12   | Elena Krawzow         | Maria Carolina Gomes Santiago | Zheng Jietong           |
| 100 m  | SB13   | Rebecca Redfern       | Olivia Chambers               | Colleen Young           |
| 100 m  | SB14   | Louise Fiddes         | Débora Borges Carneiro        | Beatriz Borges Carneiro |

#### Farfalla
| Evento | Classe | Oro                       | Argento               | Bronzo                   |
| ------ | ------ | ------------------------- | --------------------- | ------------------------ |
| 50 m   | S5     | Lu Dong                   | He Shenggao           | Sevilay Öztürk           |
| 50 m   | S6     | Jiang Yuyan               | Liu Daomin            | Mayara Do Amaral Petzold |
| 50 m   | S7     | Danielle Dorris           | Mallory Weggemann     | Giulia Terzi             |
| 100 m  | S8     | Jessica Long              | Viktoriia Ishchiulova | Alice Tai                |
| 100 m  | S9     | Christie Raleigh Crossley | Zsófia Konkoly        | Emily Beecroft           |
| 100 m  | S10    | Faye Rogers               | Callie-Ann Warrington | Katie Cosgriffe          |
| 100 m  | S13    | Carlotta Gilli            | Grace Nuhfer          | Muslima Odilova          |
| 100 m  | S14    | Poppy Maskill             | Chan Yui Lam          | Valeriia Shabalina       |

#### Misti
| Evento | Classe | Oro                   | Argento               | Bronzo               |
| ------ | ------ | --------------------- | --------------------- | -------------------- |
| 150 m  | SM4    | Tanja Scholz          | Nataliia Butkova      | Lidia Vieira Da Cruz |
| 200 m  | SM5    | He Shenggao           | Lu Dong               | Cheng Jiao           |
| 200 m  | SM6    | Maisie Summers-Newton | Elizabeth Marks       | Liu Daomin           |
| 200 m  | SM7    | Mallory Weggemann     | Tess Routliffe        | Julia Gaffney        |
| 200 m  | SM8    | Brock Whiston         | Viktoriia Ishchiulova | Alice Tai            |
| 200 m  | SM9    | Zsófia Konkoly        | Núria Marquès Soto    | Anastasiya Dmytriv   |
| 200 m  | SM10   | Zhang Meng            | Bianka Pap            | Lisa Kruger          |
| 200 m  | SM11   | Daria Lukianenko      | Ma Jia                | Cai Liwen            |
| 200 m  | SM13   | Carlotta Gilli        | Olivia Chambers       | Róisín Ní Ríain      |
| 200 m  | SM14   | Valeriia Shabalina    | Poppy Maskill         | Aira Kinoshita       |

### Staffette
A differenza delle precedenti edizioni, tutte le staffette saranno miste (ossia composte da atleti maschili e femminili).

#### 4x50 metri
| Evento                | Oro                                                                                           | Argento                                                             | Bronzo |
| --------------------- | --------------------------------------------------------------------------------------------- | ------------------------------------------------------------------- | --- |
| Stile libero 20 punti | Cina Peng Qiuping Yuan Weiyi Guo Jincheng Jiang Yuyan Lu Dong He Shenggao Wang Lichao         | Stati Uniti Abbas Karimi Zach Shattuck Leanne Smith Elizabeth Marks | Brasile Daniel Xavier Mendes Lidia Vieira Da Cruz Talisson Glock Patrícia Pereira dos Santos Samuel Da Silva de Oliveira |
| Misti 20 punti        | Cina Guo Jincheng Zhang Li Wang Lichao Lu Dong Zou Liankang Yao Cuan Jiang Yuyan Wang Jingang | Stati Uniti Elizabeth Marks Abbas Karimi Morgan Ray Leanne Smith    | Ucraina Yaroslav Semenenko Iryna Poida Anna Hontar Oleksandr Komarov Denys Ostapchenko Veronika Korzhova                 |

#### 4x100 metri
| Evento                     | Oro                                                                                            | Argento | Bronzo |
| -------------------------- | ---------------------------------------------------------------------------------------------- | --- | --- |
| Misti 34 punti             | Australia Emily Beecroft Jesse Aungles Timothy Hodge Alexa Leary Callum Simpson Keira Stephens | Paesi Bassi Thijs van Hofweegen Florianne Bultje Chantalle Zijderveld Olivier van de Voort                  | Spagna Iñigo Llopis Sanz Sarai Gascón Oscar Salguero Galisteo Núria Marquès Anastasiya Dmytriv Jose Antonio Mari Alcaraz |
| Stile libero 34 punti      | Italia Stefano Raimondi Giulia Terzi Xenia Francesca Palazzo Simone Barlaam                    | Australia Alexa Leary Chloe Osborn Rowan Crothers Callum Simpson                                            | Stati Uniti Noah Jaffe Matthew Torres Natalie Sims Christie Raleigh Crossley                                             |
| Stile libero S14           | Gran Bretagna Rhys Darbey Poppy Maskill William Ellard Olivia Newman-Baronius                  | Australia Jack Ireland Benjamin Hance Ruby Storm Madeleine McTernan                                         | Brasile Beatriz Carneiro Gabriel Bandeira Arthur Xavier Ribeiro Ana Karolina Soares de Oliveira                          |
| Stile libero 49 punti (VI) | Ucraina Anna Stetsenko Iaroslav Denysenko Maryna Piddubna Oleksii Virchenko                    | Brasile Matheus Rheine Correa de Souza Douglas Matera Lucilene da Silva Sousa Maria Carolina Gomes Santiago | Spagna José Cantero Emma Feliu Maria Delgado Nadal Enrique José Alhambra Mollar                                          |

## Medagliere
Le medaglie conseguite da  Atleti Paralimpici Neutrali non vengono conteggiate ai fini del medagliere.
  Paese ospitante
| Pos.   | Paese                       | Oro | Argento | Bronzo | Totale |
| ------ | --------------------------- | --- | ------- | ------ | ------ |
| 1      | Cina                        | 22  | 21      | 11     | 54     |
| 2      | Gran Bretagna               | 18  | 8       | 6      | 32     |
| -      | Atleti Paralimpici Neutrali | 16  | 14      | 11     | 41     |
| 3      | Italia                      | 16  | 6       | 15     | 37     |
| 4      | Stati Uniti                 | 10  | 17      | 3      | 20     |
| 5      | Ucraina                     | 8   | 15      | 17     | 40     |
| 6      | Brasile                     | 7   | 9       | 10     | 26     |
| 7      | Australia                   | 6   | 8       | 13     | 27     |
| 8      | Canada                      | 5   | 4       | 4      | 13     |
| 9      | Paesi Bassi                 | 5   | 3       | 2      | 5      |
| 10     | Germania                    | 4   | 3       | 3      | 10     |
| 11     | Giappone                    | 3   | 3       | 6      | 12     |
| 12     | Ungheria                    | 3   | 3       | 1      | 7      |
| 13     | Francia                     | 2   | 6       | 6      | 14     |
| 14     | Spagna                      | 2   | 4       | 9      | 15     |
| 15     | Israele                     | 2   | 1       | 2      | 5      |
| 16     | Turchia                     | 2   | 0       | 1      | 3      |
| 17     | Polonia                     | 2   | 0       | 0      | 2      |
| 17     | Singapore                   | 2   | 0       | 0      | 2      |
| 19     | Messico                     | 1   | 3       | 3      | 7      |
| 20     | Rep. Ceca                   | 1   | 1       | 2      | 4      |
| 21     | Grecia                      | 1   | 1       | 0      | 2      |
| 21     | Svizzera                    | 1   | 1       | 0      | 2      |
| 23     | Argentina                   | 1   | 0       | 1      | 2      |
| 24     | Danimarca                   | 1   | 0       | 0      | 1      |
| 25     | Colombia                    | 0   | 5       | 1      | 6      |
| 26     | Azerbaigian                 | 0   | 1       | 3      | 4      |
| 27     | Cipro                       | 0   | 1       | 1      | 2      |
| 27     | Hong Kong                   | 0   | 1       | 1      | 2      |
| 27     | Irlanda                     | 0   | 1       | 1      | 2      |
| 30     | Bosnia ed Erzegovina        | 0   | 1       | 0      | 1      |
| 30     | Kazakistan                  | 0   | 1       | 0      | 1      |
| 32     | Cile                        | 0   | 0       | 3      | 3      |
| 33     | Croazia                     | 0   | 0       | 1      | 1      |
| 33     | Norvegia                    | 0   | 0       | 1      | 1      |
| 33     | Portogallo                  | 0   | 0       | 1      | 1      |
| 33     | Uzbekistan                  | 0   | 0       | 1      | 1      |
| Totale | Totale                      | 141 | 142     | 140    | 423    |